# 以色列—哈瑪斯戰爭時間線 (2024年)
2023年10月7日，巴勒斯坦武裝組織哈马斯從加沙地带對以色列發動大規模軍事攻擊。
此處列出以色列—哈瑪斯戰爭在2024年的發展。關於戰爭在2023年的發展，參見以色列—哈瑪斯戰爭時間線 (2023年)。

## 1月

### 1月1日
凌晨，哈马斯向以色列中部和南部发射了20余枚火箭弹。大部分火箭弹被铁穹防空系统拦截。特拉维夫、卢德、阿什杜德和斯代罗特在内的多地拉响防空警报。
以色列国防军宣布将部分在加沙城的部队從加沙城撤出。在地中海东部聲援以色列的福特号航空母舰決定返航维吉尼亚州诺福克海军基地。
以色列空襲代尔拜莱赫一栋居民楼，造成15人丧生。

### 1月2日
土耳其当局拘留了33人，土當局指控這些人是以色列間諜。
以色列空袭巴勒斯坦红新月会位於汗尤尼斯的总部，造成数人死伤。
以色列军队在阿祖恩射殺四名巴勒斯坦人。

### 1月3日
以色列军队空襲杰巴利耶难民营一栋多层住宅楼，造成数十人死伤。

### 1月4日
加薩衛生部宣布，過去24小時內有125名巴勒斯坦人在以色列襲擊中喪生。

### 1月5日
以色列军方宣布于10时至14时在拉法的部分地区暂停军事行动。
马士基再次宣布，由于該公司的船只再次被胡塞武装袭击，未來一段時間該公司的船隻将不會途徑红海和亚丁湾。

### 1月6日
黎巴嫩武装组织向以色列北部地区发射了62枚火箭弹，以军随后进行还击。5名真主党武装人员被以军打死。
以色列空襲汗尤尼斯一所房屋，造成22人死亡。
以色列国防军表示已拆除了哈马斯在加沙地帶北部設立的指挥机构，并表示加沙地帶北部只剩下零星的哈马斯武裝分子。
美國一艘驅逐艦在紅海南部擊落了胡塞武裝分子發射的無人機。

### 1月7日
以色列军队空袭杰宁，导致7名巴勒斯坦人死亡。1名以色列警察在杰宁被炸死。
拉法市一所房屋遭到以色列轰炸，造成7人死亡。另外半岛电视台和法新社的特约记者在拉法報道時被以色列炸死。
阿克萨医院600多名患者和大部分医务人员离开该医院。

### 1月8日
以色列军队在图勒凯尔姆殺死三名巴勒斯坦人。

### 1月9日
以色列空袭拉法一栋公寓楼，造成至少15名巴勒斯坦人死亡，数十人受伤。
联大就美国否决安理会加沙决议草案召开会议。
胡塞武裝朝红海海域發射18架无人机、2枚反舰巡航导弹和1枚反舰弹道导弹。

### 1月10日
以色列国防军表示自2023年12月底以来，以色列国防军已控制汗尤尼斯东南地区一個村庄。以色列国防军還表示以军继续在汗尤尼斯和迈加齐与哈马斯交战。过去24小时，以军对加沙地带约150多个哈马斯目标进行了打击，打死数十名哈马斯武装人员，发现大量隧道竖井和武器装备。
联合国安理会谴责胡塞武装攻击驶过红海的船只，并呼吁他们立即停止袭击。

### 1月12日
以色列与卡塔尔达成协议，以色列允許藥品運往加沙地帶，不過這些藥品主要提供給加沙地帶的以色列人质。
三名巴勒斯坦人來到约旦河西岸的一个犹太人定居点并向士兵开枪，士兵隨即還擊，造成三名巴勒斯坦人死亡，另一人受伤。

### 1月13日
約旦河西岸有4名巴勒斯坦人被殺。

### 1月14日
五名巴勒斯坦人在约旦河西岸身亡。

### 1月15日
以色列国防部长加兰特表示，以军在加沙地带北部的密集军事行动阶段已经结束。以军当天将第36师从加沙地带北部撤出，其余三个师仍在加沙地带继续作战。
杰哈德向以色列的南部发射了火箭弹。
赖阿南纳发生汽车冲撞事故，造成一名妇女丧生，另有17人受伤。两名来自希伯伦的巴勒斯坦人被捕，他們涉嫌盜竊汽車並衝撞路人。

### 1月16日
加沙地带边境的多个以色列城镇早上遭数十枚火箭弹袭击，未造成人员伤亡。

### 1月17日
卡桑旅表示从黎巴嫩南部向以色列北部加利利地区以西的一处以军军营发射了20枚火箭弹。
巴勒斯坦红新月会表示以色列军队在图勒凯尔姆和纳布卢斯利用无人机空袭打死7名巴勒斯坦人。以色列国防军表示，以军在图勒凯尔姆的行动中逮捕了至少26名“通缉人员”，一名以军士兵在冲突中受重伤。

### 1月18日
以色列攻擊图勒凯尔姆，造成6名巴勒斯坦人丧生。
以色列国防军表示，部隊已抵達汗尤尼斯最南端的地区。
阿克萨烈士旅在纳布卢斯以西地區与以色列军队发生冲突，造成一名以色列边防警察受伤。一名袭击者在耶路撒冷發動襲擊，造成两人受伤，随后襲擊者被以色列警察击毙。
被哈馬斯俘虜的以色列人質家屬舉行抗議併封鎖了特拉维夫境內的阿亚隆高速公路。

### 1月19日
以色列对图勒凯尔姆的围困持续了40多个小时。

### 1月20日
以色列空襲大马士革，造成至少十人死亡，其中就包括5名伊斯蘭革命衛隊成员。
一名17岁美国公民在拉马拉以东被以色列军队杀害。

### 1月21日
美国情报机构估计，以色列军队已杀死20-30%哈马斯战斗人员。
特拉维夫爆發抗议活动，示威者要求解救被哈马斯綁架的以色列人並要求举行选举，讓内塔尼亚胡政府下台。以色列国防军同時在加沙地帶南部投放传单，以色列國防軍表示如果有人能提供被哈马斯綁架的人質信息，以色列方面會提供獎勵。

### 1月22日
抗议者冲进以色列议会，要求以色列政府采取更多措施，确保讓被关押在加沙地带的俘虏得到释放。
阿克萨烈士旅声称在杰宁南部发动一次袭击。

### 1月23日
以色列国防军表示已包围汗尤尼斯。
一名巴勒斯坦男子在图勒凯尔姆的一个检查站附近被以色列预备役军人开枪打死。
以色列军方称，在过去24小时内，共有24名以色列士兵在加沙地带的战斗中死亡。这是自以军在加沙地帶开始军事行动以来，损失人员最多的一天。以色列軍方還表示，以军当天在汗尤尼斯以西打死超过100名哈马斯武装人员。

### 1月24日
一群以色列抗議者在加沙地帶附近的口岸抗議，他們試圖阻止援助卡车进入加沙地帶。

### 1月25日
美国和英国宣佈制裁四名胡塞武装官员。

### 1月27日
联合国专员表示，近东救济工程处有可能不會再援助巴勒斯坦难民，因为有近东救济工程处工作人员被指控參與阿克薩洪水行動，所以一些国家暫停向近东救济工程处提供资金。

### 1月28日
特拉维夫繼續出現抗议活动，抗議者要求以色列總理内塔尼亚胡辞职并提前举行选举，一些抗议者被警方逮捕。
卡萨姆旅表示，战斗人员在汗尤尼斯以西地區成功用两枚火箭榴弹袭击两辆梅卡瓦主战坦克，另有两辆梅卡瓦主战坦克也被火箭榴弹击中。

### 1月29日
以色列军队對加沙城发动新一轮攻势。哈马斯则向以色列境内发射十几枚火箭弹。
以色列国防部长约亚夫·加兰特在加沙地带南部视察部队时宣称以军已经消灭或打伤哈馬斯一半兵力。此前以军表示已打死9000多名哈马斯武装人员。
以色列表示对位於大馬士革的一个 "伊朗军事顾问中心 "發動空袭。伊朗驻叙利亚大使否认以色列襲擊的地点是伊朗军事顾问中心，并声称没有伊朗公民在袭击中丧生。然而叙利亚反对派媒体表示，空袭造成四人死亡，其中就包括伊朗伊斯兰革命卫队成员。

### 1月30日
以色列方面承認以军在加沙地带使用了水淹地道的方式迫使哈马斯武装人员现身。
以色列突擊隊偽裝成醫務人員和穆斯林婦女，闖入杰寧一家醫院內殺害3名巴勒斯坦男子。以色列軍方表示，被殺的3人中有人來自哈瑪斯和伊斯蘭聖戰運動。

### 1月31日
以色列國防軍空襲敘利亞德拉。

## 2月

### 2月1日
位于土耳其西部的一家寶潔工厂发生人质劫持事件，袭击者要求有关方面阻止以色列在加沙地带的军事行动，同时开放拉法口岸、保证对巴勒斯坦民众的人道主义援助。後來土耳其警方救出所有7名人质並逮捕襲擊者。

### 2月2日
胡塞武装向埃拉特发射一枚地对地导弹，不過被以色列方面拦截。
伊朗支持的民兵从黎巴嫩南部向以色列北部发动五次袭击。

### 2月5日
以色列国防军表示，过去一天之内，以军在加沙地带的军事行动中打死数十名哈马斯武装人员。声以军4日至5日继续在加沙地带北部、中部和南部多个地区开展地面军事行动。此外以色列海军还使用舰载导弹对加沙地带的哈马斯目标发动了袭击。
以色列国防部长加兰特表示，以军已消灭一半的哈马斯武装人员。
一支等待向加沙地带运送食品的卡车车队遭到以色列炮火袭击，多辆卡车受损。

### 2月6日
以色列国防军发言人表示，加沙地帶又有31名以色列俘虏死亡。
加拿大宣布就阿克薩洪水事件对哈马斯和傑哈德的高级官员实施制裁。

### 2月7日
7日晚间至8日凌晨，以军战机持续空袭拉法市的部分目标。以色列总理内塔尼亚胡表示，已经指示以色列国防军准备好在拉法展开地面行动。

### 2月11日
卡萨姆旅表示，过去96小时内，以色列对加沙地帶的袭击造成两名以色列人质死亡，另有8人重伤。

### 2月12日
凌晨，以军对拉法及周边地区发动海陆空全方位打击，造成的死亡人数目前至少達100人以上。多方谴责和担忧以色列對拉法的襲擊。歐洲聯盟外交與安全政策高級代表何塞普·博雷利要求美國減少對以色列的武器供應。
以色列国防军表示，已解救了被关押在拉法的两名人质。卡萨姆旅表示，以色列空袭造成三名人质被杀，八名人质受伤。
海牙上诉法院裁定，禁止荷兰向以色列出口F-35战斗机零部件。

### 2月13日
美國宣佈向以色列提供140億美元的援助，并向巴勒斯坦领土和其他冲突地区的人民提供91.5亿美元的人道主义援助。

### 2月15日
美国海岸警卫队在阿拉伯海扣押了一艘来自伊朗的载有武器和其他军事援助的船隻，該船隻打算前往也門。
以色列攻入納賽爾醫院，目的是搜尋被劫持人質。

### 2月16日
一名试图拾取人道主义援助物资的少年遭哈马斯警察开枪打死，随后加沙地帶与埃及交界处附近爆发了骚乱。

### 2月17日
以色列国防军表示，該國攻擊了叙利亚军队的一个阵地，因為此前叙利亚炮击了戈兰高地。

### 2月18日
以色列總理内塔尼亚胡表示，此前巴西总统路易斯·伊纳西奥·卢拉·达席尔瓦将以色列的行为与大屠杀和希特勒相提并论，這一言論已越过了红线。

### 2月19日
以色列外長表示召見巴西駐以色列大使，表示盧拉的言論是嚴重的反猶太攻擊，並宣布盧拉在以色列被視為不受歡迎人物，直到盧拉收回言論並道歉為止。巴西外長亦召見以色列駐巴西大使，並召回巴西駐以色列大使回國。

### 2月20日
一個要求以色列立即人道停火的草案提交給聯合國安全理事會，但該草案遭到美國否決。

### 2月21日
以色列國防軍表示，以軍士兵襲擊哈馬斯在汗尤尼斯的地下隧道網絡，摧毀了一條哈馬斯高級官員曾使用的隧道，打死了若干名哈馬斯武裝人員。
大马士革附近的一栋居民楼疑遭以色列空袭，造成至少两人丧生。

### 2月22日
三名巴勒斯坦枪手在1号公路向驾车者开枪，导致一名以色列人死亡，八人受伤。袭击者被以色列平民打死。

### 2月23日
近东救济工程处表示无法再在加沙地帶北部運作。

### 2月27日
约旦空军向加沙地带空投粮食。
联合国人道主义事务协调厅办公室指控一世卫组织主导的医疗车队於25日从加沙医院撤离病患時被以军攔截，多名医护遭粗暴对待，3名工作人员被扣押。

### 2月28日
加沙地帶有六名巴勒斯坦儿童因营养不良而死亡。

### 2月29日
以色列士兵向加沙城南部正在等待粮食援助的人群开枪，造成至少112名巴勒斯坦人死亡、760多人受伤。以色列繼續攻擊努塞拉特难民营、布赖吉和汗尤尼斯难民营，造成至少30人死亡。
包括一名巴勒斯坦权力机构警察在内的三名袭击者向约旦河西岸以色列定居点附近的一个加油站开枪，造成两名以色列人死亡。三名袭击者全部被击毙。

## 3月

### 3月1日
卡萨姆旅表示，以色列的轰炸导致七名人质死亡。
美国总统拜登表示，美国将很快开始向加沙地带空投人道主义援助。

### 3月2日
美軍出動3架C-130運輸機，與約旦空軍一同向加沙西南部沿岸空投66個包裹約3.8萬份糧食。

### 3月3日
加沙地带卫生部表示，加沙城一救援物资领取点遭以色列军队袭击，造成数十人死伤。以军早上還襲擊代尔拜拉赫一辆载有援助物资的卡车，造成至少8人死亡。努赛赖特难民营一处住宅當晚遭以军空袭，造成至少10人死亡。

### 3月4日
以色列军方表示，超过450名隶属加萨走廊恐怖组织的恐怖分子受僱於联合国近东巴勒斯坦难民救济和工程处，而且他們主要来自哈玛斯。联合国近东巴勒斯坦难民救济和工程处表示，以色列当局拘留并對该机构的员工實施酷刑，逼迫該機構員工承認自己與哈马斯有關。以色列外交部长宣佈召回以色列驻联合国大使。

### 3月5日
以色列国防军发表表示，自2023年12月发现哈马斯在加沙北部规模最大的隧道网络后，以军已于过去几周将该隧道拆除。

### 3月7日
美國總統拜登指示美国军方在加沙修建一个港口，以便向流离失所的巴勒斯坦人运送援助物资。

### 3月8日
美国及其盟友向加沙地带空投援助物资時，有物資的降落伞没有打开，导致箱子掉落在難民營，並造成5名巴勒斯坦人死亡。

### 3月9日
加沙地带卫生部表示，因营养不良与脱水死亡人数升至25人，该数字仅代表在医院接受治疗的病例。
一艘美國軍艦从弗吉尼亚州出发前往中东运送物资，並將前往加沙地帶海岸建造临时码头。

### 3月11日
以军表示在过去24小时，以军在加沙地带中部与哈马斯武装人员近距离交火，并空袭哈马斯目标。以军在加沙地带南部突袭多个哈马斯目标，逮捕多名哈马斯武装人员。以色列海军在加沙地带北部打击了一艘巴勒斯坦武装人员的船只。
圣城旅表示对加沙城的以军指挥总部发动炮击，并在加沙城打击以军士兵。圣城旅以及阿克萨烈士旅還表示，他們還在图勒凯尔姆与以军交火。

### 3月12日
以军于凌晨对加沙城、拉法市实施空袭，并对汗尤尼斯发起炮击，造成数十人伤亡。

### 3月13日
位於拉法的一个联合国援助中心遭到以色列袭击，造成五人死亡，数十人受伤。

### 3月14日
美國宣佈對約旦河西岸的3名以色列定居者實施制裁。
以色列国防军一名士兵在拜特卡马一个加油站被殺，另有三人受伤。袭击者隨後被开枪击毙。
加沙地带卫生部表示，加沙城一处救援物资领取点遭以色列军队袭击，造成至少21人死亡，150人受傷。以军對此予以否認。
美國參議院多數黨領袖查克·舒默呼吁在以色列举行新的选举，并批评内塔尼亚胡是和平的绊脚石。内塔尼亚胡對此表示舒默的講話完全不合適。美国总统拜登表示，舒默講的不錯。但白宫发言人约翰·柯比表示，拜登认为以色列的內政應該由他們自己決定。

### 3月15日
一艘载有200吨食品的援助船抵达加沙地帶海岸。
以色列总理内塔尼亚胡批准了以军进入拉法作战的计划。
以色列军方表示，以军战机空袭位于努赛赖特的一处哈马斯据点，炸死15名武装人员；以军在针对另一目标的空袭中炸死一名哈马斯指挥官；以地面部队打死10名巴方武装人员。在汗尤尼斯，以军战机袭击并摧毁哈马斯一处武器库，炸死2名武装人员。
巴勒斯坦通讯社表示，以色列军队空袭努赛赖特难民营一处住宅，造成至少36人死亡。

### 3月17日
德國總理朔尔茨表示，以色列進攻拉法會造成严重后果，进一步加剧加沙地帶的人道主义危机。

### 3月18日
卡桑旅表示与進攻希法医院的以色列军队展开交火。卡桑旅声称以军多辆军用车辆发起袭击，并造成了以军士兵伤亡。圣城旅表示，該組織利用反坦克导弹、迫击炮以及火箭弹，袭击了在加沙地帶中部的以军士兵。
伊拉克伊斯兰抵抗运动表示，他们对位於戈兰高地的以色列空军基地发动无人机袭击。

### 3月19日
加拿大外交部长表示加拿大方面決定停止向以色列出口武器。

### 3月20日
以色列方面表示，胡塞武裝的導彈首次射入以色列的領空。

### 3月22日
联合国安理会就美国提出的关于巴勒斯坦加沙地带局势的决议草案进行表决。表决中，11票赞成，圭亚那1票弃权，俄罗斯、中国和阿尔及利亚共3票反对，决议草案未获通过。

### 3月23日
哈马斯表示，一名以色列人质因缺乏药品和营养不良而死亡。
加沙卫生部表示，以色列军队向正在等待援助卡车的人群开枪，造成19名巴勒斯坦人死亡、23人受伤。不過以色列方面對此予以否認。

### 3月25日
阿尔及利亚在联合国安理会提出一项要求齋月期間加沙地帶停火的决议，该决议获得14个成员国讚同、美国弃权，該決議获得通过。以色列不滿美國投棄權票，決定取消代表团访問华盛顿的計劃。美國方面表示驚訝和困惑。

### 3月26日
以色列对叙利亚代尔祖尔的一处军事驻地和其他目标发动空袭，造成至少15人死亡，其中包括14名伊朗伊斯兰革命卫队成员。
以色列表示哈马斯将停火谈判引入死局，於是召回在卡塔尔首都多哈的谈判代表团。

### 3月29日
以色列空袭真主党位於阿勒颇的武器库，造成至少42人死亡，其中包括36名叙利亚陸軍士兵和6名真主党武裝人員。
一名哈马斯武装分子向纳赛尔医院附近的建筑物发射火箭弹，造成一名以色列士兵死亡，另有16人受伤。
美國政府批准向以色列提供新一批武器。

### 3月30日
15辆运送面粉等食品的卡车车队在加沙城被成千上万的平民包围，負責卡車安全的巴勒斯坦人為驱散围困民众而朝天开枪。当地以色列军队也开枪射击，一些卡车撞击行人。至少5人在混乱局面中被打死，几十人受伤。
世界中央厨房的一个由三艘船只組成的船队從塞浦路斯的拉纳卡出發，他們的目的是向加沙地带运沙400吨的食品和其它物资。
一群高呼反以色列口号的暴力人群纵火焚烧了巴基斯坦境内的一家肯德基餐厅，巴基斯坦警方逮捕了50多名男子。
以色列爆發以哈戰爭開始以來最大的反政府遊行，數萬抗議群眾分別在特拉維夫、耶路撒冷議會大廈外面發動示威，他們敦促政府達成停火協議，釋放被哈瑪斯在加薩關押的幾十名人質，並提前選舉。

## 4月

### 4月1日
以色列空袭伊朗驻叙利亚领事馆，造成包括伊朗伊斯兰革命卫队一名指挥官在内的至少8人死亡。
一架来自伊拉克的无人机袭击了位於埃拉特的海军基地的一個建築，該建築輕微受損。
以色列对代爾拜萊赫的一辆汽车发动袭击，导致四名来自澳大利亚、英国、爱尔兰和波兰的世界中央厨房援助人员及巴勒斯坦司机丧生。

### 4月5日
以色列政府決定重新开放埃雷兹口岸，这是自阿克薩洪水行動爆发以来以色列首次开放该口岸。
聯合國人權理事會通過決議案，要求各國停止向以色列出售所有武器，並強調加薩戰爭中有可能出現「種族滅絕」。
伊朗举行大规模游行集会，抗议以色列袭击伊朗駐敘利亞大使館，並且聲援巴勒斯坦。黎巴嫩、伊拉克、也门、土耳其、巴林、巴基斯坦也爆發反對以色列在加沙地帶進行軍事行動的抗議。

### 4月6日
数万名以色列人游行示威，要求总理内坦亚胡下台。

### 4月7日
以色列国防军表示從加沙地帶南部撤出几乎所有地面部队，加沙地帶仅保留一个旅。
以色列国防军宣布在汗尤尼斯摧毁了一条900米长的隧道。

### 4月9日
土耳其宣佈限制向以色列出口54种产品，直至加沙地帶停火為止。
以色列军方表示由於戈兰高地於前一日遭一枚从叙利亚境内发射的火箭弹击中，所以以色列战机连夜袭击叙利亚的一个军事基地。
美國總統拜登表示，以色列總理尼坦雅胡的加薩政策是個「錯誤」，並敦促以色列下令停火。

### 4月11日
以色列空袭贾巴利亚，造成两名哈马斯高级成员死亡。

### 4月12日
澳大利亚、加拿大、法国、印度、波兰和俄罗斯向本国公民发出警告，建议本國公民不要前往以色列、巴勒斯坦和一些中东国家。美国还限制其外交官前往以色列。
歐盟認為哈馬斯和杰哈德在阿克薩洪水行動期間實施了性暴力，於是對這些組織實施制裁。
由於一名以色列14歲少年失蹤，数百名以色列人袭击穆加耶尔，造成一名巴勒斯坦男子死亡、至少25人受伤。以色列人還纵火焚烧房屋。

### 4月13日
14歲失蹤少年遺體被發現，結果大量以色列人再度大規模襲擊巴勒斯坦村莊，放火燒毀了12棟民宅和數輛汽車，又造成3名巴勒斯坦人受傷。

### 4月18日
联合国安理会討論是否要接納巴勒斯坦國為联合国正式会员國，12个国家支持，2个国家弃权，美國投了否決票，巴勒斯坦國因此無法成為联合国正式会员國。
以哈戰爭爆發以來，首次有援助卡车通过埃雷茲口岸。

### 4月19日
欧盟認定約旦河西岸的以色列人存在暴力行為，於是對四人和两个实体实施制裁。

### 4月20日
美国众议院通过了一项援助计划，美國将为以色列提供價值170亿美元的军事援助，为加沙地帶提供约20亿美元的人道主义援助。

### 4月23日
为以色列提供價值170亿美元的军事援助的法案在美國參議院獲得通過。

### 4月25日
以色列总理内塔尼亚胡批准以军在拉法开展地面行动的计划。
美国总统乔·拜登和其他17个国家的领导人要求哈马斯接受与以色列停火的协议并立即释放人质。
以色列国防军宣布从加沙地带撤出第933納哈爾旅。

### 4月28日
以色列国防军总参谋长批准继续作战计划，即允許以色列軍隊进攻拉法。

## 5月

### 5月1日
以色列再度重开埃雷兹口岸。
美國國務卿布林肯同以色列总理内坦亚胡在耶路撒冷举行会谈后表示，如果以色列方面没有有效的计划来确保平民不受伤害，美國不会支持以色列地面進攻拉法。以色列总理内坦亚胡則表示，進攻拉法不存在先決條件。

### 5月2日
伊朗以支持以色列入侵加沙地帶為由宣布对数名美国和英国个人和实体实施制裁。

### 5月5日
两名以色列官员对Axios表示，美国政府日前暂停向以色列运送美国制造的弹药以及武器。这是自以哈戰爭爆发以来，美国首次停止向以色列军方运送武器。

### 5月6日
以色列战时内阁通过了将于几日后攻打拉法的决定。以色列方面要求大約10萬人從拉法東部區域撤出。同時以色列國防軍宣布對拉法市東部地區的哈瑪斯目標進行「針對性打擊」。美国总统拜登同以色列总理内塔尼亚胡通话，重申了反对以色列在拉法发动大规模进攻的立场。

### 5月7日
以色列國防軍奪取拉法口岸加沙地帶一侧的控制权，並且關閉了拉法口岸和凱雷姆沙洛姆過境點。
哈马斯宣布一名以色列俘虏一个月前在以色列空袭中被炸死。

### 5月8日
以色列表示重新開放凱雷姆沙洛姆過境點。
以色列国防军表示在拉法东部进行的打击活动中，共打死约30名巴勒斯坦武装人员。

### 5月9日
叙利亚声称击落了从戈兰高地飞向大马士革的以色列导弹。
伊拉克伊斯兰抵抗组织声称出動两架无人机袭击了埃拉特和贝尔谢巴，並朝阿什凯隆發射一枚巡航导弹。
以色列安全内阁批准以国防军扩大在拉法的军事行动。

### 5月10日
美国国务院出具了一份报告，美国认为以色列很可能在加沙地帶违反了国际人道法，因此美國向以色列提供武器這一行為也可能不符合美国法律。

### 5月11日
以色列军方再度向拉法东部以及加沙地帶北部部分地区的居民发送信息，要求他们尽快撤离至以方指定的“人道主义区”。
哈马斯表示，一名英以雙重國籍的人质在以色列空袭中受伤身亡。

### 5月12日
阿什凯隆遭到来自加沙地帶的火箭彈袭击，造成三人受伤。
加沙地帶北部以及拉法的所有医院都“停止服务”。

### 5月13日
一辆联合国车辆在拉法口岸加沙地带一侧附近区域遭到枪击，造成驾车的巴勒斯坦籍司机死亡，车上一名联合国工作人员重伤。
土耳其總統埃爾多安表示，超過1000名哈馬斯成員正在土耳其的醫院接受治療。

### 5月14日
努塞拉特难民营的一栋建筑和努塞拉特难民营的一所学校遭到以色列空襲，造成至少40人死亡。以色列国防军表示，学校大楼内有哈马斯的指挥室，而且以色列在此次行動中至少杀死了15名武装分子。

### 5月15日
以色列国防军炮击加沙市联合国近东巴勒斯坦难民救济和工程处開設的一家诊所，造成至少10名流离失所的巴勒斯坦人死亡。
以色列国防军表示，他们开始在贾巴利亚打击武装分子，并在过去一天杀死了“大量”武装分子。
联合国估计，自以色列开始进攻拉法以来，已有约60万人逃离拉法。
一辆以色列坦克误将第35傘兵旅的士兵當成贾巴利亚的巴勒斯坦武裝並向其開火，造成第35傘兵旅5名士兵丧生。
真主党向以色列发动空袭，袭击未造成人员伤亡。伊拉克民兵武装“伊斯兰抵抗组织”也对以色列发动袭击。以色列隨後對真主黨發動反擊，打死對方一名指揮官。

### 5月16日
加拿大对四名被指控在约旦河西岸对巴勒斯坦人实施暴力的以色列人实施制裁。

### 5月17日
以军战机向杰宁一难民营发动空袭，造成1名巴勒斯坦人死亡，另有5人受伤。傑哈德一名高層在以色列空襲傑寧的行動中喪生。

### 5月18日
联合国近东巴勒斯坦难民救济和工程处主任专员表示，自5月6日以色列在拉法首次发布强制疏散令以来，已经有80万人逃离拉法。
以色列国防军表示，以军地面部队在拉法东部打死130多名巴勒斯坦武装人员，并发现巴武装组织地下基础设施及大量武器。

### 5月20日
國際刑事法院检察官卡里姆·艾哈邁德·汗要求逮捕三名哈馬斯領導人葉海亞·辛瓦爾、穆罕默德·德伊夫和伊斯梅爾·哈尼亞以及以色列總理本傑明·內塔尼亞胡和以色列國防部長约阿夫·加兰特，卡里姆·艾哈邁德·汗指控上述五人犯下戰爭罪和反人類罪。
以色列空襲古賽爾一棟建築，造成6名真主黨武裝分子身亡。

### 5月22日
以色列国防军声称在汗尤尼斯打死多名武装分子，其中就包括一名哈马斯重要成员。

### 5月23日
以色列國防軍宣布在贾巴利亚击毙了哈马斯拜特哈嫩指挥部的指挥官。

### 5月24日
以色列军队在贾巴利亚北部找到了三名人质尸体。
国际法院要求以色列不要進攻拉法。
卡桑旅表示在贾巴利亚俘虏了一些以色列國防軍士兵，但以色列国防军否认了这一说法。

### 5月26日
哈马斯对特拉维夫发动几个月来的首次“大型火箭攻击”。以军战机當晚就对位于拉法西北部地区目标发动空袭，以方表示打死两名哈马斯高级指挥官。加沙地带卫生部门表示空袭造成至少50人死亡，数十人受伤。

### 5月27日
在拉法口岸附近，以色列士兵和埃及士兵发生交火事件，造成1名埃及士兵死亡。

### 5月30日
中国—阿拉伯国家合作论坛第十届部长级会议在北京召开期間，中国和阿拉伯国家关于巴勒斯坦问题的联合声明发布。双方认为安理会第2728号决议必须得到全面,应共同努力推动加沙地带尽快停火止战，停止强制迁移巴勒斯坦人民，保障救援物资运送至加沙地帶全境。双方谴责美国动用否决权阻止巴勒斯坦成为联合国正式会员国。

### 5月31日
以色列军队结束在杰巴利耶难民营为期数周的军事行动并撤出难民营。

## 6月

### 6月2日
马尔代夫由於不滿以色列，於是禁止持有以色列护照的人入境馬爾代夫。

### 6月3日
以色列空袭叙利亚阿勒颇附近的一家工厂，造成16名亲叙利亚政府武裝人员丧生。

### 6月6日
努賽賴特難民營一間學校遭到以色列轟炸，造成40人死亡，數十人受傷。

### 6月8日
联合国将以色列、哈馬斯和傑哈德列入“虐待儿童的国家”名单中。
特拉维夫和海法爆发了反战和反政府抗议活动，33名抗议者被捕。

### 6月10日
联合国安理会通過一項要求哈以停火的協議，美国也支持停火協議。

### 6月12日
联合国人权理事会设立的一个独立国际调查委员会发布报告，认定以色列当局和哈马斯等巴方武装组织在2023年10月7日以色列遇袭以及随后以色列对加沙地带实施军事行动中均犯有战争罪，违反国际人道主义法和国际人权法。

### 6月15日
卡桑旅在拉法市用火箭弹袭击了一辆以色列軍車，造成10名以色列士兵死亡。

### 6月16日
以色列国防军宣布，将从当地时间每天08:00到19:00期間在拉法部分地区暂停軍事行動，以允许人道主义援助物资通行。

### 6月17日
以色列国防军表示，以军第162师已在拉法地区开展地面行动40天，取得对费城走廊的控制，打死约550名哈马斯武装分子，找到25条通往埃及的地下隧道。在此期间，以军第162师有22名士兵死亡。在哈马斯拉法旅的四个营中，有两个营接近被以军瓦解。

### 6月19日
以色列军方发言人丹尼尔·哈加里表示，哈玛斯是一种意识形态，无法击败。內塔尼亞胡政府重申，致力摧毁哈玛斯的目标不变。

### 6月21日
红十字国际委员会表示，有多枚炮弹落在该组织位于加沙地带的办事处附近数米范围内，导致该办事处建筑结构受损。事件发生后，有22名遇难者遗体和45名伤者被送往附近的红十字会野战医院。

### 6月23日
以色列在夜间的无人机袭击行动中，打死了一名哈马斯高级成员。

### 6月25日
以色列对加沙的空袭造成哈马斯政治局领导人哈尼亚的10名亲属死亡，其中包括哈尼亚的一名姐妹。

### 6月27日
以色列国防军在杰宁被炸弹袭击，已造成以军士兵1人死亡、16人受伤。

## 7月

### 7月1日
以色列释放约55名巴勒斯坦被拘留者返回加沙地带，其中就包括希法医院院长。

### 7月6日
哈瑪斯表示，以色列對一所聯合國在加薩走廊經營的學校發動空襲，導致16人喪生。以色列軍方指出，恐怖分子把紐瑟拉特當作學校藏身處，於是遭到戰機攻擊。

### 7月7日
主管哈马斯在加沙地带北部加沙城等地的行政事务的哈馬斯高级官员在以色列空袭中身亡。

### 7月8日
以色列国防军在加沙城、拉法以及汗尤尼斯等地开展军事行动，並要求加沙城西北、西部等地的民众向代尔拜拉赫撤离。

### 7月13日
以色列军队轰炸汗尤尼斯，造成至少90人死亡、289人受伤。

### 7月14日
一名巴勒斯坦人在尼尔茨维开车撞人，造成四人受伤，随后兇手被擊斃。

### 7月16日
以色列国防军表示，自加沙地带大规模军事行动开始以来，已经打死哈马斯约一半的指挥官。

### 7月18日
以色列总理内塔尼亚胡來到拉法视察驻该地以军部队。这是自以军5月夺取拉法以来内塔尼亚胡首次访问该地区。

### 7月19日
胡塞武裝對特拉维夫發動无人机袭击，造成1人死亡、10人受伤。

### 7月20日
以色列空襲也門荷臺達，造成至少3死15傷。

### 7月22日
早间，以色列国防军要求巴勒斯坦民众从汗尤尼斯东部地区的人道主义区撤离。随后以军对相关地区展开大规模军事行动。軍事行動造成至少81人死亡，超250人受伤。

### 7月25日
以色列軍方在加沙南部汗尤尼斯一處曾被以色列国防军指定為人道主義區的區域下方地道尋獲五名人質遺體，推測是在2023年哈瑪斯襲擊以色列時就已遇害。

### 7月27日
以色列空襲加薩南部的一所學校，導致至少30位平民喪命，另有逾百人受傷。

### 7月29日
以色列国防军表示，南部基地的一所监狱有9名士兵因涉嫌虐待一名来自加沙地带的巴勒斯坦囚犯，而被以色列国防军拘留以及审讯。有数十名以色列抗议者為抗議軍方審訊士兵而与军警发生冲突。

### 7月30日
哈馬斯發布官方聲明，宣布其首席政治領袖伊斯梅爾·哈尼亞在伊朗首都德黑蘭遭襲擊身亡。

## 8月

### 8月10日
以色列军队轰炸加沙地带一所学校，造成100多名巴勒斯坦人死亡，数十人受伤。

### 8月16日
以高级安全官员表示，以军在加沙地带的作战已基本结束。

### 8月21日
以色列宣布在黎巴嫩一次空袭中打死了法塔赫组织武装分支指挥官。

### 8月24日
以军袭击包括汗尤尼斯和努赛赖特难民营附近区域在内的多个地区，並造成37人死亡。

### 8月26日
以色列国防军表示，以军在汗尤尼斯、代尔拜拉赫和拉法继续展开行动，消灭了数十名巴勒斯坦武装人员，同时以军在代尔拜拉赫摧毁了一条长约700米的地下隧道。巴勒斯坦媒體表示，以军对加沙城附近的海滩发动空袭，造成数人死亡。卡桑旅表示，其部队在汗尤尼斯对5名以色列士兵进行了伏击，并造成伤亡。

### 8月27日
以色列国防部表示，一名被扣押在加沙地带的以色列人从一处地下隧道获救。

### 8月28日
以色列军队對约旦河西岸发动袭击，造成18名巴勒斯坦人死亡。以色列军方证实在杰宁和图勒凯尔姆开展行动。這是数十年来以色列對约旦河西岸发动的最大规模的军事袭击。
世界卫生组织高级官员宣布，以色列军方和哈马斯同意在加沙地帶三个不同区域，分阶段进行三次人道主义停火，每次持续三天，以便世卫能够为当地64万名儿童接种小儿麻痺疫苗。

## 9月

### 9月1日
以色列國防軍宣佈在加薩「尋獲一定數量的遺體」，軍方確認身分中；美國總統拜登則發表聲明表示「以軍在拉法市的一條地道中尋獲被哈瑪斯扣押的6名人質遺體，現已確認其中一名是以色列裔美籍人高德柏格－波林（Hersh Goldberg-Polin）」。同時以色列全國爆发大规模游行示威活动，共有70万人参加了以色列境內的游行示威活动。

### 9月10日
凌晨，以色列军队袭击汗尤尼斯马瓦西地区，造成至少40人死亡，60人受伤。

### 9月11-12日
9月11日晚和12日，以色列空袭加沙地帶一所收容巴勒斯坦流离失所家庭的联合国学校和两栋民宅，造成至少34死，其中包括19名妇孺以及6名联合国工作人员。

## 10月

### 10月3日
以色列国防军表示，哈马斯高级成员劳希·穆什塔哈于3个月前在以军对加沙地带的空袭中死亡。

### 10月4日
以色列对图勒凯尔姆發動攻击，造成至少18名巴勒斯坦人死亡。

### 10月6日
最近巴以又开始准备一场战争加薩政府媒體辦公室表示，以色列對加薩走廊安置流離失所民眾的一座清真寺和一所學校發動空襲，造成24人死亡，另有93人受傷。

### 10月17日
以色列军方确认哈马斯最高领导人叶海亚·辛瓦尔在加沙走廊的南部城市拉法被击杀。

### 10月20日
1名以色列上校旅长在加沙地带被炸死，自開戰以來截至當天已有6名以色列上校阵亡。以軍表示打死了数十名巴勒斯坦武装人员。

### 10月29日
以军对拜特拉希亚發動袭击，造成123人死亡。

## 11月

### 11月2日
联合国儿童基金会表示，过去48小时，杰巴利耶有超过50名儿童在袭击中身亡。

### 11月4日
以军在加沙地带的行动中打死了杰哈德军事情报部门成员。